# Colturano
Colturano (Colturan in dialetto milanese, AFI: [kultyˈrãː]) è un comune italiano di 2 059 abitanti della città metropolitana di Milano in Lombardia.

## Storia
Colturano è una località agricola di antica origine.
In età napoleonica (1809-16) Colturano fu frazione di Mediglia, recuperando l'autonomia con la costituzione del Regno Lombardo-Veneto.

### Simboli
Lo stemma e il gonfalone sono stati concessi con DPR del 25 novembre 1976.
Il gonfalone è costituito da un drappo di giallo.

## Monumenti e luoghi d'interesse
- Chiesa di San Giacomo Maggiore
- Chiesa di Sant'Antonino Martire

## Società

### Evoluzione demografica
- 217 nel 1751
- 291 nel 1771
- 504 nel 1805
- annessione a Mediglia nel 1809
- 669 nel 1853

Abitanti censiti

### Etnie e minoranze straniere
Al 31 dicembre 2014 gli stranieri residenti nel comune di Colturano sono 155 e costituiscono il 7,46% della popolazione totale. Tra le nazionalità più rappresentate troviamo:
1. Romania, 37 1,78%
2. Filippine, 26 1,25%
3. Marocco, 15 0,72%
4. Albania, 8 0,39%
5. Perù, 7 0,34%
6. Egitto, 6 0,29%
7. Bulgaria, 5 0,24%

### Religione
Dal 1932 il centro abitato di Colturano è sede di una parrocchia dedicata a Sant'Antonino; fino al 1989 essa apparteneva all'arcidiocesi di Milano, in tale anno passò alla diocesi di Lodi seppur senza averne alcun legame storico.

## Geografia antropica
Secondo l'ISTAT, il territorio comunale comprende il centro abitato di Colturano, la frazione di Balbiano e le località di Industrie e Municipio.